# Stadio delle Costières
Lo Stadio delle Costières (in francese Stade des Costières), comunemente chiamato Les Costières, è uno stadio di calcio francese che si trova a Nîmes. Inaugurato il 15 febbraio 1989, ospita le partite casalinghe del Nîmes.

## Caratteristiche
Situato nella periferia meridionale di Nîmes, lo stadio porta il nome del quartiere Les Costières, costruito negli anni ottanta del XX secolo e recante la denominazione della regione che si estende dalla città alla zona del vecchio delta del Rodano. Raggiungibile in automobile a 10 minuti dal centro cittadino e a 15 minuti dall'Aeroporto di Nîmes Garons, è collegato alla linea di autobus I (fermata Costières) e alla linea T1 (fermata Costières-Parnasse) della rete di trasporto locale TANGO.

## Storia
Nel 1987 l'amministrazione di Nîmes, allora guidata dal sindaco UDF Jean Bousquet, presenta il progetto di realizzazione di uno stadio nel nuovo quartiere Costières. A ottenere l'appalto è il progetto degli architetti Marc Chausse e Vittorio Gregotti, quest'ultimo padre anche del progetto dello Stadio Luigi Ferraris di Genova.
Lo stadio è inaugurato il 15 febbraio 1989 per ospitare un incontro amichevole tra la Francia B e i pari età dell'Olanda. La prima partita ufficiale del Nîmes è disputata il 4 marzo contro il Montceau, valida per la 26ª giornata di Ligue 2, vinta 2-0 dai padroni di casa.

## Incontri internazionali
Lo Stade des Costières è stato scelto, insieme allo Stade de la Mosson di Montpellier, per ospitare il Campionato europeo di calcio Under-21 1994. Il 21 febbraio 1996 la Francia vi ha giocato una partita amichevole contro la Grecia, vincendo 3-1.
La Francia femminile ha disputato allo Stade des Costières una partita di qualificazione agli Europei 2000 contro la Svezia, vincendo 2-0 e qualificandosi per la prima volta nella loro storia alla fase finale del torneo continentale. Una seconda partita ha avuto luogo il 15 febbraio 2012 contro l'Olanda, vinta 2-1.